# أساني بايوب
أساني بايوب (بالإنجليزية: Assani Bajope)‏ (مواليد 14 أبريل 1982 في أوغندا) لاعب كرة قدم أوغندي دولي يجيد اللعب في مركز الوسط . يلعب حاليا لصالح نادي سانت جورج الأوغندي منذ سنة 2006 .

## روابط خارجية
- أساني بايوب على موقع قاعدة بيانات كرة القدم.إي يو (الإنجليزية)
- أساني بايوب على موقع ناشيونال فوتبول تيمز (الإنجليزية)
- أساني بايوب على موقع Soccerway.com (الإنجليزية)